# ツタンカーメンのトランペット

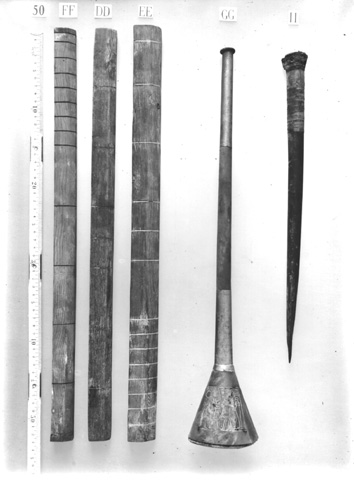
ハリー・バートンが発見直後に写真撮影した青銅製または銅製のラッパ
Burton Photo. No. P0227, Carter No. 050gg, カイロエジプト考古学博物館JE 62008; Exhib. 125

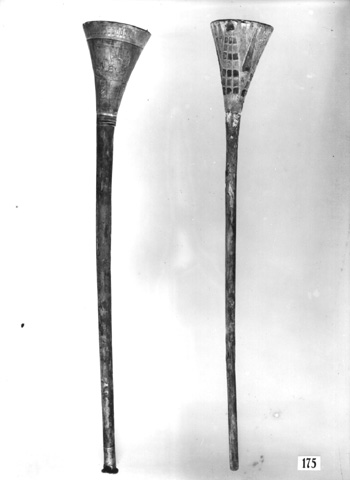
銀製のラッパとその木製の芯（右）
Burton Photo. No. p0700,

ツタンカーメンのトランペットとは、エジプト第18王朝のファラオ、ツタンカーメンの墓室で発見された一組のラッパのことである。

## 概要
ラッパのうち片方はスターリングシルバー製でもう一方は青銅製もしくは銅製であり、どちらも最古の軍隊ラッパにして古代エジプトの現存する最古の軍隊ラッパと見做されている。
これらのラッパは1922年にハワード・カーターによってツタンカーメン王墓の発掘中に発見された。青銅のラッパは主室手前の小室において、様々な軍需品や杖を納めた大きな櫃の中で発見された。その後に銀のラッパが墓室で発見された。
どちらも巧みに彫刻されており、ラー・ホルアクティやプタハ、アメンの装飾的な図像が施されている。銀のラッパのアサガオ（ベル）は、萼や萼片の輪生が彫刻されており、蓮の花や王の即位名や誕生名を表示している。青銅のラッパは、銅製だったのかもしれないが、この楽器の素材は分析されていない。
似たような外見のラッパはエジプトの壁画にも描かれているが、それらは⸺常にというわけでなく⸺たいてい軍事の場面に関連した壁画である。
これらのラッパは、軍隊の信号として1音だけ鳴らされた可能性がある。どちらも、現代のトランペットに出せる音高のうちの3音が鳴らせるが、1音が貧弱な音でもう1音は普通に出せる音、そして残るもう1音は、楽器が壊れかねないほど強い圧を加えないと鳴らせない音である。

### 寸法・製法
青銅のラッパはイギリスの楽器研究者ジェレミー・モンタギューによって1970年代に詳しく検討されている。楽器は2部分から出来ている。やや円錐形の本体は、厚さ0.2ミリメートルから0.25ミリメートルの銅合金のシートを丸めて作られている。本体は縦方向に接合されており、「非常に巧みにろう付けされた、くねくねした継ぎ目」をもつ。（継ぎ目のある表面は）「完璧に仕上げられてすべすべしている」が、それでも内側は「（仕上げが）いささか粗っぽい。」（ラッパの本体は）儀礼用の楽器には予想できることではあるが、見た目に生演奏以上の価値があるということを教えている。アサガオ（ベル）は別の、より薄い素材⸺厚さ0.1ミリメートルから0.13ミリメートルのエレクトラム状の金合金⸺から出来ている。目につくような合わせ目はなく、おそらく「金色の光沢が一斉に溢れ出すまで研磨されたのだ。」
マウスピースの働きをする3.25ミリメートルの厚さのリングも、おそらくやはりエレクトラム製である。リングは明らかに本体に固定されておらず、モンタギューはそのため、楽器が3音を出せるにもかかわらず、最高音は鳴らさなかったのではないかと考えるに至った。しかも最高音を鳴らすには努力が要るのに、楽器は構造上その努力に堪えられなかったであろう。最低音も大して響かず、それゆえモンタギューは中間の音だけがリズム付きで号音として使われたのだとする仮説を立てている。

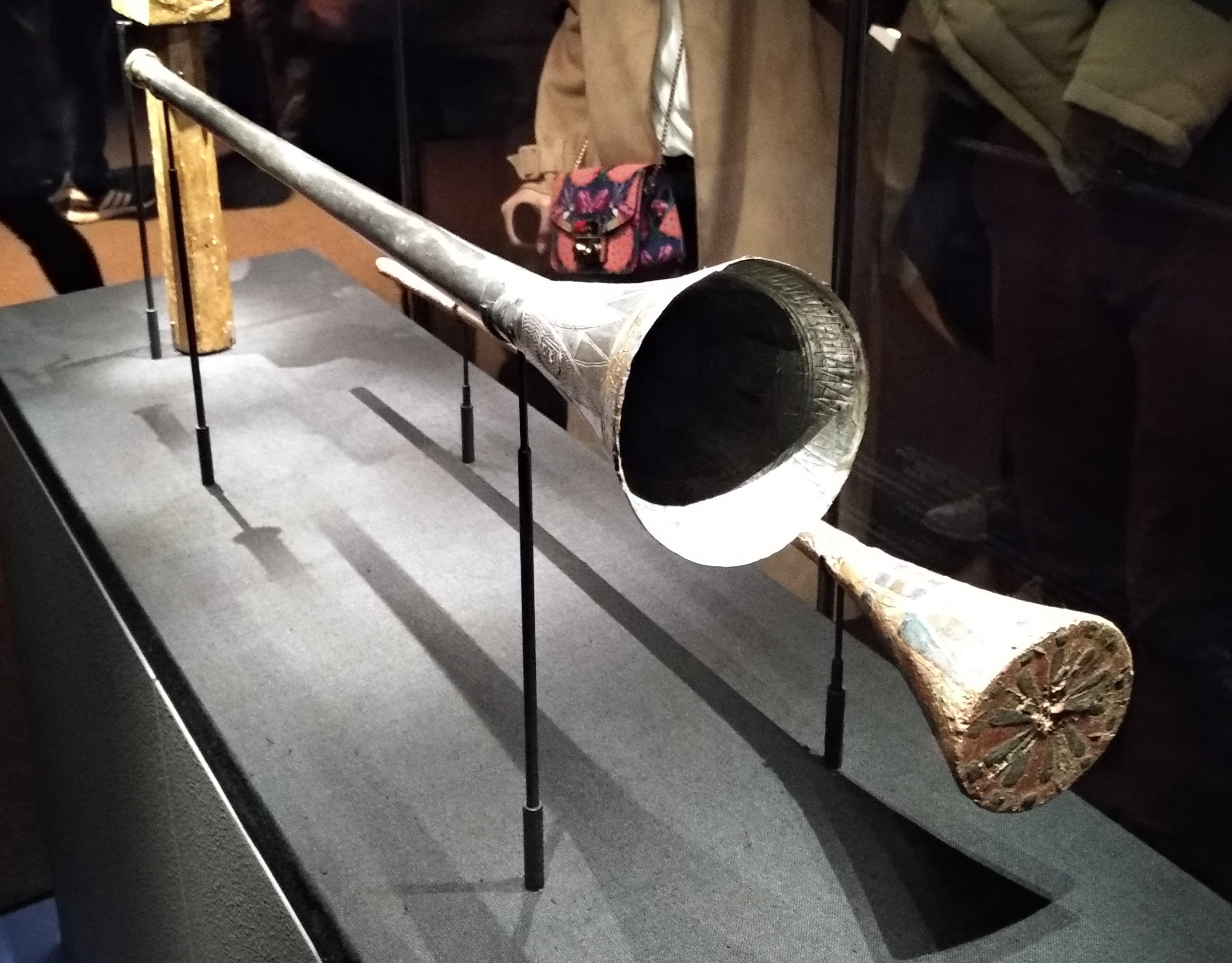
スターリングシルバーのラッパと木製の芯（弱音器とも）
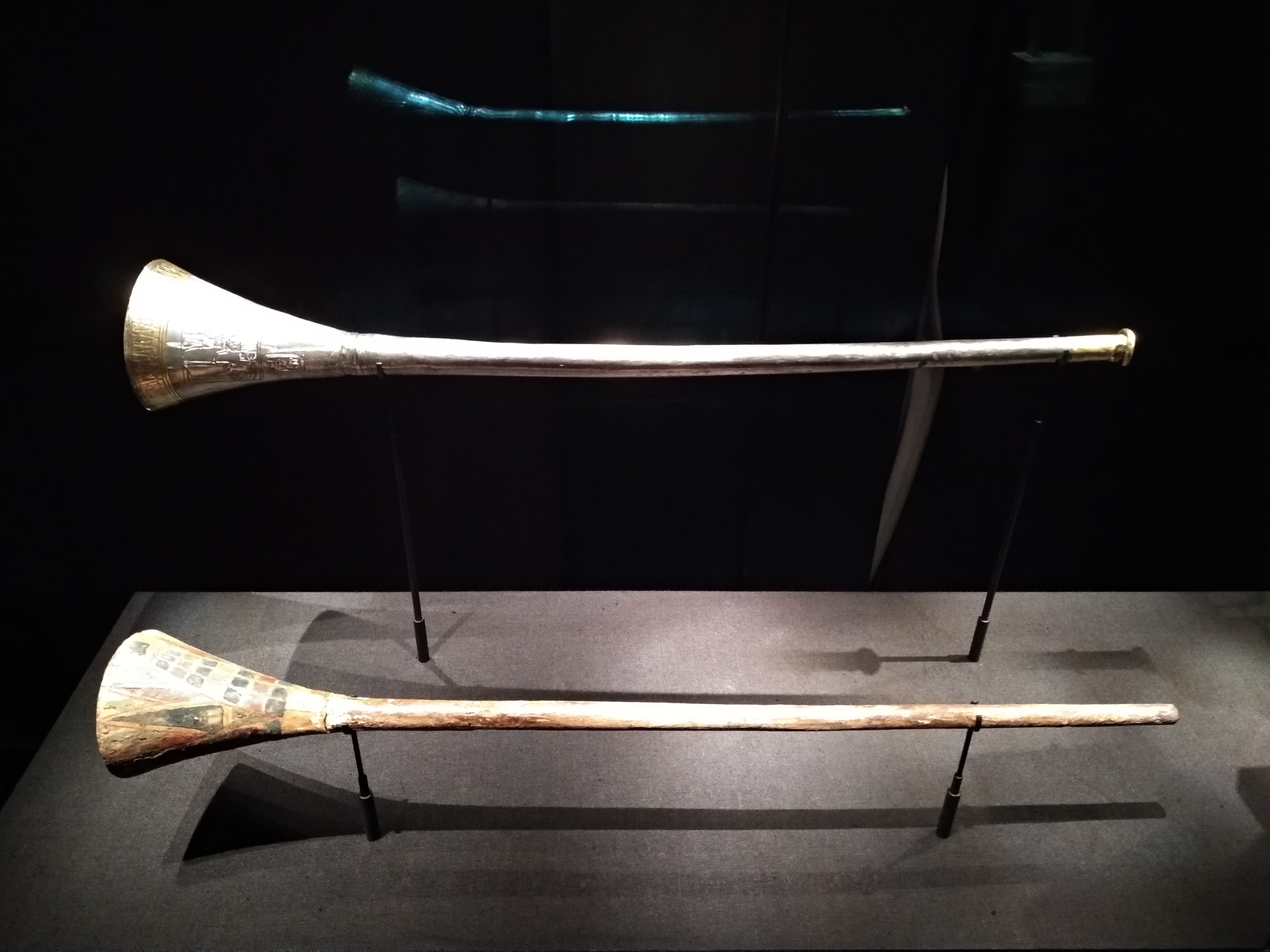
別角度・別方向からの撮影

銀のラッパは長さ22.5インチ(57.2cm)で、銅のラッパは3インチ(7.6 cm)短い。管は、歌口の先端が幅0.5インチ(1.3 cm)ほどだが、アサガオ（ベル）の部分で約1インチ(2.5 cm)から4インチ(10.2 cm)に膨らむ。歌口の尖端はリングによって強化されており、現代の基準にすると大きめである。そのため楽器を鳴らすのは容易ではない。ジェームズ・タパーンは演奏に先立ち、現代のマウスピースを歌口に（合うように詰め物をして）嵌めなければならなかった。

### 演奏
3000年以上の沈黙を経て、これらのラッパの演奏は、1939年3月16日にBBCの国際放送によって合計1億5千万人以上の聴衆に実況中継された。演奏者は、王立第11騎兵連隊 (Prince Albert's Own 11th Royal Hussars) の軍楽隊員であるジェームズ・タパーンであった。録音された音源が2023年7月17日にBBCラジオの番組『ブレックファースト』で再放送されている。
1939年の番組を公開したレックス・キーティングが後に述懐したところによると、リハーサルの最中に銀のラッパが粉々に砕けてしまい、カーターの発掘チームの一員であり発掘物の修復を勤めたアルフレッド・ルーカスは、心痛のあまりに病院にかからなければならなくなったという。これらのラッパは壊れやすいがために、公的な演奏の再現に再び使われる見込みはなさそうである。

## 逸話
青銅のラッパは、2011年革命のエジプト人による略奪行為や暴動に乗じて、カイロのエジプト考古学博物館から盗まれたものの一つであるが、奇しくも数週間後に返却された。
日刊紙『アルアハラム』によると、同博物館ツタンカーメン・コレクションの学芸員ハレ・ハッサンが、この楽器には「魔力」があって「楽器に息を吹き込む人がいると、きまって戦争が起こる。革命の前に、記録作成や写真撮影の進行中、博物館の職員が息を吹き込んだら1週間後に革命が起こった。同じことは1967年の戦争の前にも起こったし、1991年の湾岸戦争より先には、一人の学生が幅広くツタンカーメンのコレクションを調査していた」と主張しているという。

## 参照
1. 1 2 3 4 5 6 7  “Ghost Music”. BBC Radio 4. (2011年)
2. ↑  “Tutankhamun: Anatomy of an Excavation, The Howard Carter Archives. Carter No.: 175”.   The Griffith Institute. 2024年5月15日閲覧。
3. ↑  Jeremy Montagu (1978). “One of Tut'ankhamūn's Trumpets”. The Journal of Egyptian Archaeology (Sage Publications, Ltd.) 64:  133–134. doi:10.2307/3856451. JSTOR 3856451. "a ceremonial instrument capable of producing only one or two notes. The lowest note is poor in quality and carrying power...the Egyptian military trumpet signal code was a rhythmic one on a single pitch..."
4. ↑  Montagu, Jeremy (1978). “One of Tut'ankhamūn's Trumpets”. Journal of Egyptian Archaeology 64:  133–134. doi:10.2307/3856451. JSTOR 3856451.
5. ↑  “Breakfast”. BBC Radio 3. (2023年7月17日)
6. ↑  Finn, Christine (2011年4月17日). “Recreating the sound of Tutankhamun's trumpets”. BBC News